# Alfredo Vaccari
Alfredo Vaccari, né le 16 avril 1877 à Turin où il est mort le 22 septembre 1933, est un artiste italien, qui fut peintre, graveur, et illustrateur. Il travailla en France et en Italie.

## Biographie
Élève de Vespasiano Bignami (en) (1841-1929) à l'Académie des beaux-arts de Brera à Milan où il croise aussi la route de l'aquarelliste Camillo Rapetti, Alfredo Vaccari voyage à Londres avant de commencer en France à travailler vers 1901 pour des périodiques comme Le Monde illustré, et pour Le Petit Parisien et Nos loisirs dont il devient, à partir de 1906, l'un des principaux illustrateurs (série « Les beaux contes », avec Paul Carrey).
Tout en gardant des liens avec la scène artistique milanaise, il expose à partir de 1907 à 1910 au Salon des artistes français (Paris) des compositions sous la forme de portraits et de scènes animalières. Il réside à cette époque à Pierrefonds-les-Bains. Il expose également au Salon d'Automne de l'année 1910.
En 1909, il illustre la série des « Romans historiques » de Michel Zévaco, Nostradamus, publiée par Jules Tallandier.
En 1914, il part vivre à Gênes. Il participe aux expositions du groupe Promotrici genovesi, mettant en avant les peintres de Ligurie. Il expose par ailleurs à Naples, Turin, Venise, Paris et Londres. Sa première rétrospective en tant que peintre se tient à Gênes en 1919, au Palazzo Bianco où il reçut les éloges du critique d'art Orlando Grosso (it). Lauréat du prix Ambrosiano en 1922, il participe à la IIe Biennale des arts décoratifs de Monza en 1925. Il illustre des ouvrages pour enfants publiés aux éditions G. B. Paravia (Turin). En 1926, il ouvre une école d'art à Milan vouée à l'étude et aux représentations des animaux.

## Œuvre

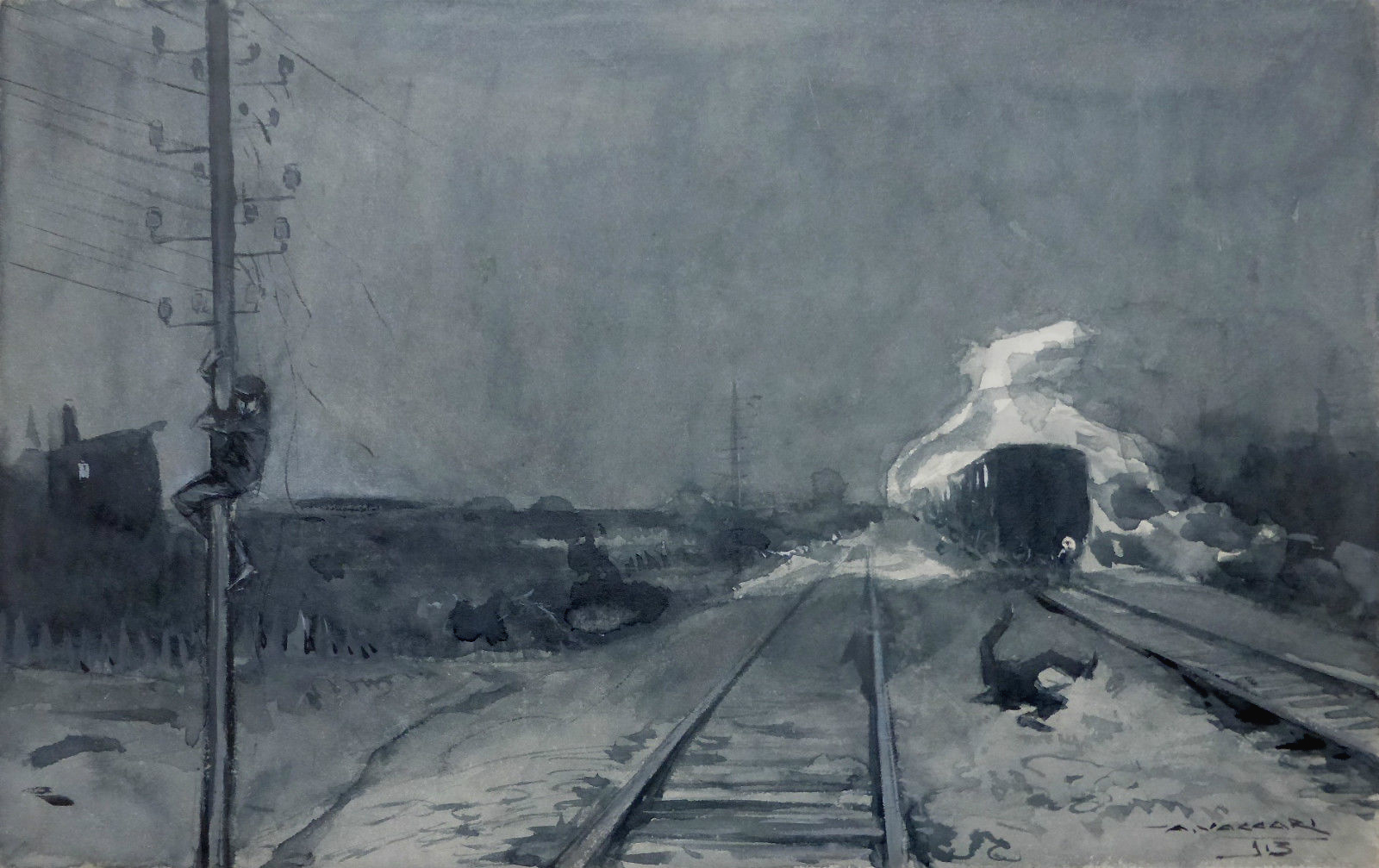
La Peur du train, dessin et gouache, 1913 (projet d'illustration).

Sa production est abondante, elle comprend des affiches publicitaires, des couvertures d'ouvrages, des eaux-fortes, et de nombreuses peintures (animaux tels que chiens et chevaux, scènes de genre, paysages) d'une facture assez réaliste parfois marquée par l'impressionnisme.
Un certain nombre de ses peintures sont conservées à la Galleria d'arte moderna (it) de Nervi, à Gênes.

### Affiches

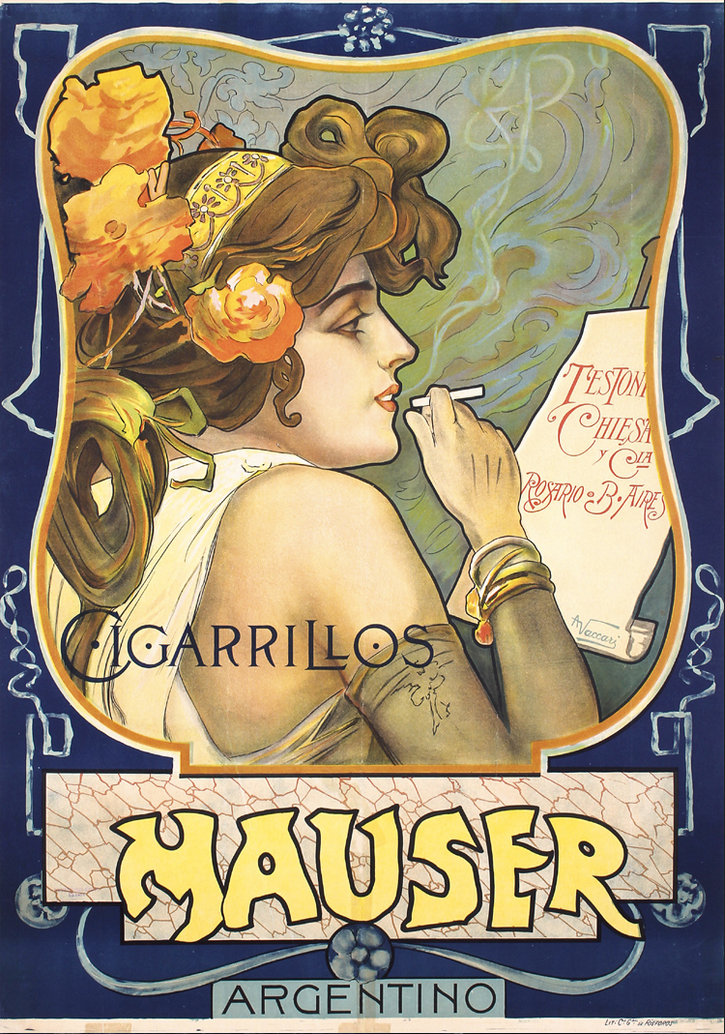
Cigarrillos Mauser, affiche vers 1905.

- Nubian Lucido Impermeabile[5], lithographie, Milan, Modiano, vers 1899.
- Il Tesoro Dei Fanciulli[5], lithographie, Milan, La Poligrafica, 1901.
- Fides Cognac Italiano[5], lithographie, Milan, Ricordi, vers 1905.
- Cigarillos Mauser Argentino[5], lithographie, C. G. de Fosforos, vers 1905.
- Gran Premio di Milano[5], lithographie, Milan, Ricordi, 1923.
- Corse a Monza[5], lithographie, Monza, 1924.